# Núria Ruiz de Azua Paredes
Núria Ruiz de Azua Paredes (Barcelona, 1 de juliol de 1959) és una nedadora i jugadora de waterpolo catalana, ja retirada.
Formada al CE Mediterrani, va guanyar quatre Copes Catalanes (1981, 1988, 1989, 1991), quatre Campionats de Catalunya (1981, 1983, 1986, 1987) i quatre Lligues espanyoles (1990, 1992, 1993, 1994). També va ser campiona d'Espanya d'estiu masters en 100 m braça el 1990. Va ser la capitana de la selecció espanyola de waterpolo que va debutar internacionalment el 1989. Per aquest motiu, és considerada com la primera jugadora internacional del waterpolo estatal. Entre d'altres distincions, va rebre la medalla al mèrit esportiu de la Federació Catalana de Natació el 1990.

## Palmarès
- 4 Lliga espanyola de waterpolo femenina: 1989-90, 1991-92, 1992-93, 1993-94
- 4 Campionat de Catalunya de waterpolo femení: 1980-81, 1982-83, 1985-86, 1986-87